# The Humans (Band)
The Humans sind eine rumänische Rockband aus Bukarest. Sie besteht aus der Sängerin Cristina Caramarcu, dem Gitarristen Alexandru Cismaru, dem Keyboarder Alexandru Matei, dem Bassisten Alin Neagoe und dem Schlagzeuger Adi Tetrade. Die Gruppe wurde 2017 gegründet.

## Geschichte
2018 gewann sie mit dem Titel Goodbye das Festival Selecția Națională und durften daher ihr Heimatland im Mai 2018 beim Eurovision Song Contest in Lissabon vertreten. Nach der Teilnahme am zweiten Halbfinale konnten sie sich allerdings nicht fürs Finale des Wettbewerbs qualifizieren.

## Diskografie
Singles
- 2017: Îndură inima
- 2018: Goodbye
- 2018: Binele meu